# Princes Park

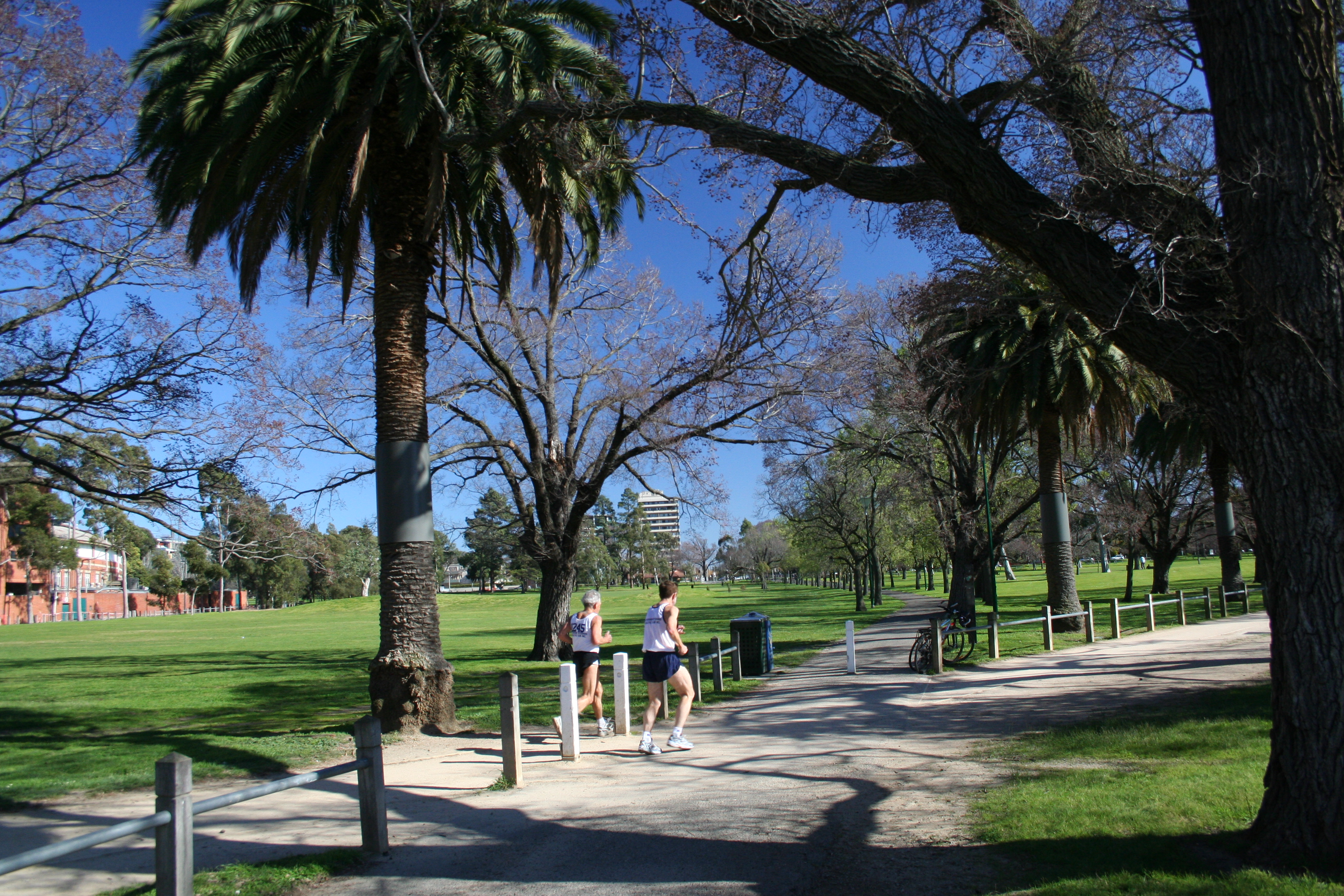
Princes Park.

Princes Park is een park in Melbourne, Australië. Het bevindt zich in Carlton North, ten westen van de Melbourne General Cemetery en ten noorden van de Universiteit van Melbourne. Het is met name bekend door Visy Park, het stadion van de Carlton Football Club. Het park bevat ook een aantal ovaalvormige velden om Australisch voetbal op te spelen. Princes Park is ook de thuishaven van de Princes Park Carlton Bowls Club.

## Overzicht
De afmetingen van het park zijn van noord naar zuid ongeveer twee kilometer en van oost naar west ongeveer 350 meter op het breedste punt, tussen Royal Parade en Garton Street. Rond het park loopt een pad van 3.2 kilometer dat in trek is om te hardlopen.
De Capital City Trail loopt door het noordelijke deel van Princes Park.
Het evenement Big Day Out werd in 2006 en 2007 gehouden in het zuidelijke deel van Princes Park. Big Day Out werd in voorgaande jaren gehouden in de Royal Melbourne Showgrounds maar die werden destijds verbouwd.
In het park staat ook een standbeeld getiteld Within Three Worlds ter herinnering aan Angela Jane Esdaile die op 24-jarige leeftijd overleed aan een acute astma-aanval.